# Xadrez na psicologia

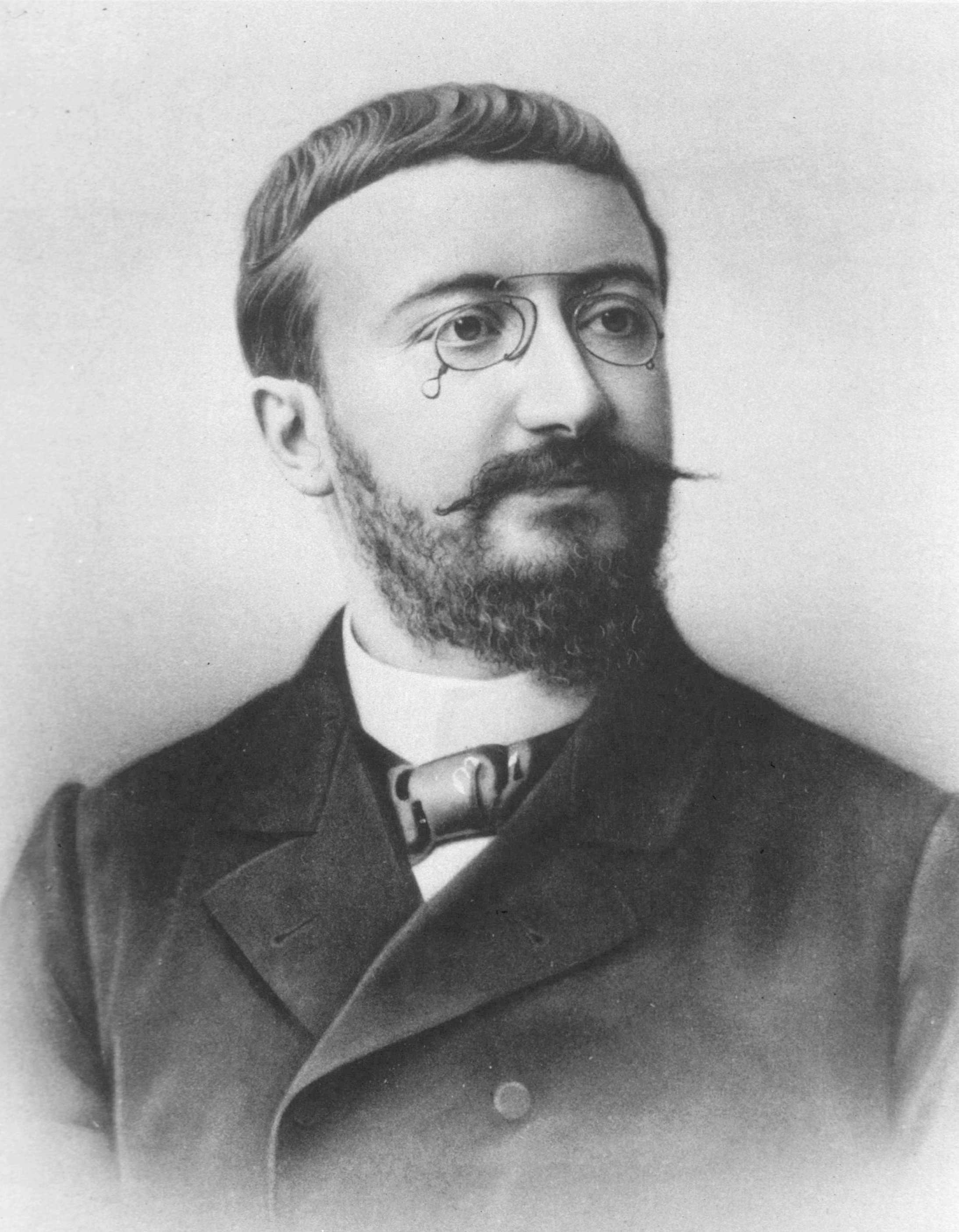
Alfred Binet (1857–1911), pedagogo, psicólogo pioneiro na aplicação do xadrez na psicologia.

O xadrez tem sido empregado na psicologia desde o início do século XX com o objetivo de ajudar a entender o funcionamento do cérebro no que diz respeito a memória, processo cognitivo, avaliação da inteligência e imaginação. A principal vantagem do xadrez frente a outros jogos é a possibilidade de poder comparar objetivamente os jogadores através do rating ELO, separando em amostras populacionais por idade, sexo e distribuição geográfica aliada a uma base de dados significativa que contém mais de duzentos mil jogadores cadastrados e mais de cinco milhões de partidas.

## Histórico
O psicólogo Alfred Binet foi o primeiro a conduzir estudos psicológicos sobre o xadrez, investigando por meio da psicometria as facilidades cognitivas apresentadas pelos mestres de xadrez que disputavam partidas simultâneas às cegas. Binet concluiu que a memória era apenas um dos elementos na cadeia cognitiva de todo o processo. Os enxadristas tiveram os olhos vendados e foram solicitados a disputar partidas às cegas. Foi observado que somente os mestres eram capazes de jogar sem verem a disposição das peças no tabuleiro por uma segunda vez, enquanto que para os amadores e enxadristas de nível intermediário foi uma tarefa impossível de realizar. Posteriormente concluiu-se que conhecimento, imaginação e memória eram elementos essenciais no processo cognitivo das mentes dos grandes mestres.